# 胡尼
胡尼是埃及第三王朝的最后一位法老。他曾在象岛上修建了一座堡垒，用以守卫埃及位于第一瀑布的南方边界。他可能是下一位法老斯尼夫鲁的妻子海特菲莉斯的父亲。在左塞尔的宫廷高级官员之中也曾出现过一个名为“胡尼”的人，如果他即是后来的法老胡尼，则说明胡尼是在高龄继承王位的。在都灵王表中，他的统治期长达24年。
有人认为胡尼在美杜姆地区修建了一座庞大的阶梯金字塔（较左塞尔金字塔更为庞大），但是可能到其死时仍未完工。据记载，其继任者斯尼夫鲁在其统治初期完成了这一工程。这一假说需要得到诸如纪念碑之类的文物的支持；但是现今还未有任何证据表明美杜姆金字塔是他的陵墓。相反，斯尼夫鲁的名字曾经在美杜姆地区被发现，而他的许多子女，特别是内弗玛特公主和拉霍特普公主均安葬于美杜姆皇家公墓的马斯塔巴中。因此更有可能的一种情况是斯尼夫鲁建成了这座金字塔，而之后又在其统治期内将这座金字塔由阶梯金字塔改建为边缘平滑的真正的金字塔。该金字塔已经垮塌，只留下了塔心部分。
此外另有一座可能是由胡尼修建的金字塔，其废墟位于象岛之上，但是仅是一座小型的用于庆典仪式的金字塔，而非法老陵墓，其四周并不存在皇家公墓或是神庙：其实际功用和宗教意义仍不为人知。不过，在埃及已经发现了众多此类由古王国法老修建的用于庆典仪式的小型金字塔。
至今还未确证这位法老的荷鲁斯名。20世纪60年代末期，卢浮宫曾经购得一块浮雕，上面刻有一位法老的荷鲁斯名“Qahedjet”。通过对浮雕文体的分析，它被认为是属于第三王朝时期的文物，而且可能是胡尼时期的，所以该名字有可能即是胡尼的荷鲁斯名。